# Hoog Moersbergen
Hoog Moersbergen is een natuurgebied van 58 hectare tussen Maarn en Doorn, gelegen ten zuiden van Landgoed Stameren. Het gebied is door een wandelpad verbonden met Zanderij Maarn In het gebied met kleine heideveldjes liggen meerdere grafheuvels. 
Het buiten Hoog Moersbergen werd in 1904 gebouwd op een nog kale Heuvelrug. Het kreeg door de ligging op de heuvel in het toen nog kale gebied de bijnaam Waai en Braai. Het landhuis hoorde bĳ het lager gelegen Kasteel Moersbergen. Het centraal gelegen acacia- en taxusbosje herinnert nog aan dit buiten dat in 1935 alweer werd afgebroken.
Achtereenvolgende  eigenaren als de opeenvolgende baronnen d’Ablaing van Giessenburg en de heren van Moersbergen hielden zich actief met bosbouw bezig. Door d’Ablaing geplante Weymouthdennen en Europese lariksen komen nog steeds voor op Hoog Moersbergen en in het Stamerbos.

## Flora en fauna
Het gevarieerde bos betaat uit eiken en berken en vele verwilderde rododendrons. In het bos komen vogelsoorten voor zoals groene specht, ransuil, raaf en geelgors. Ook werden reptielen waargenomen zoals hazelworm en zandhagedis. Verder werden zoogdieren aangetroffen als boommarter, das, dwergvleermuis en laatvlieger.

## Fotogalerij

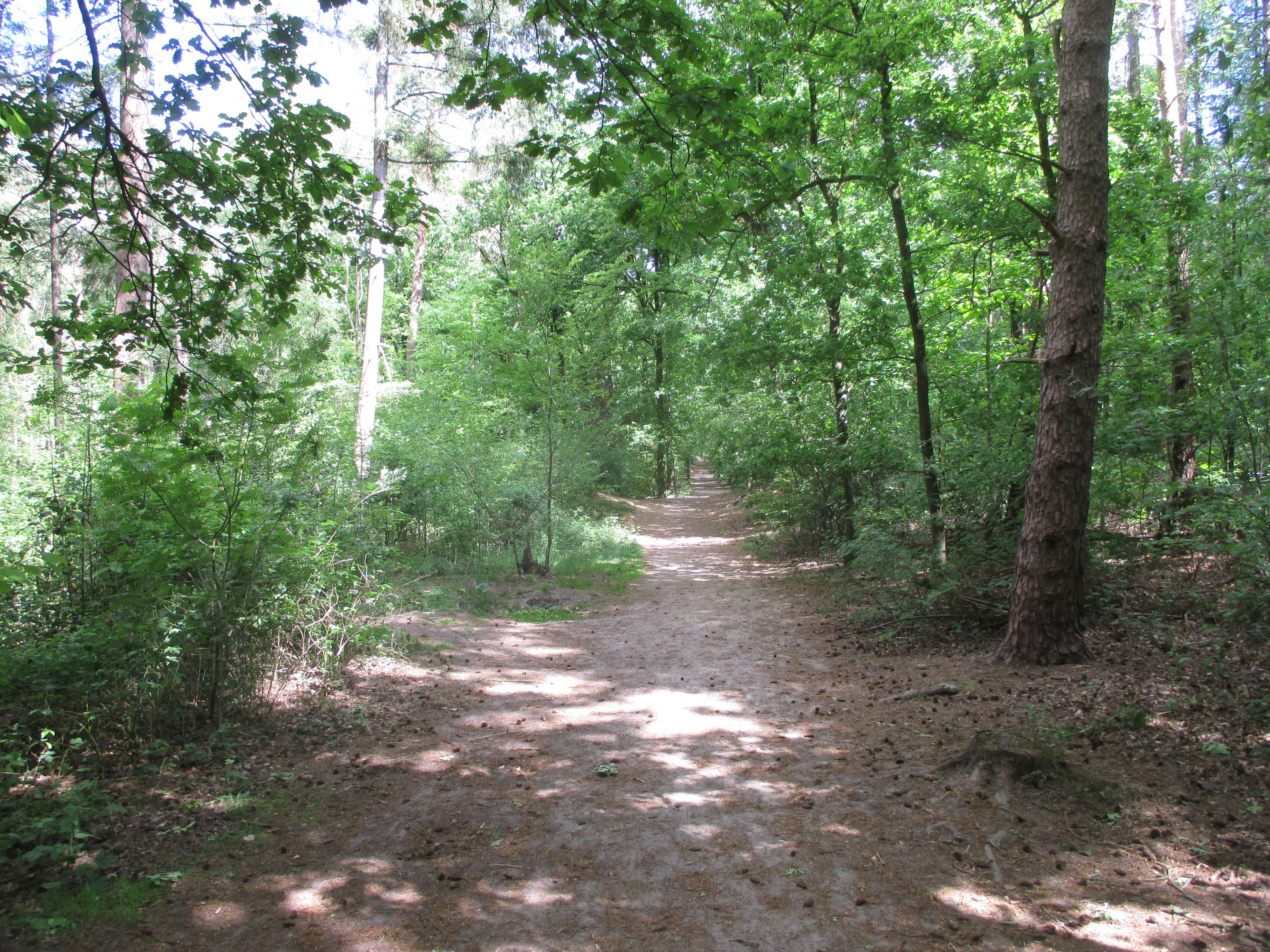
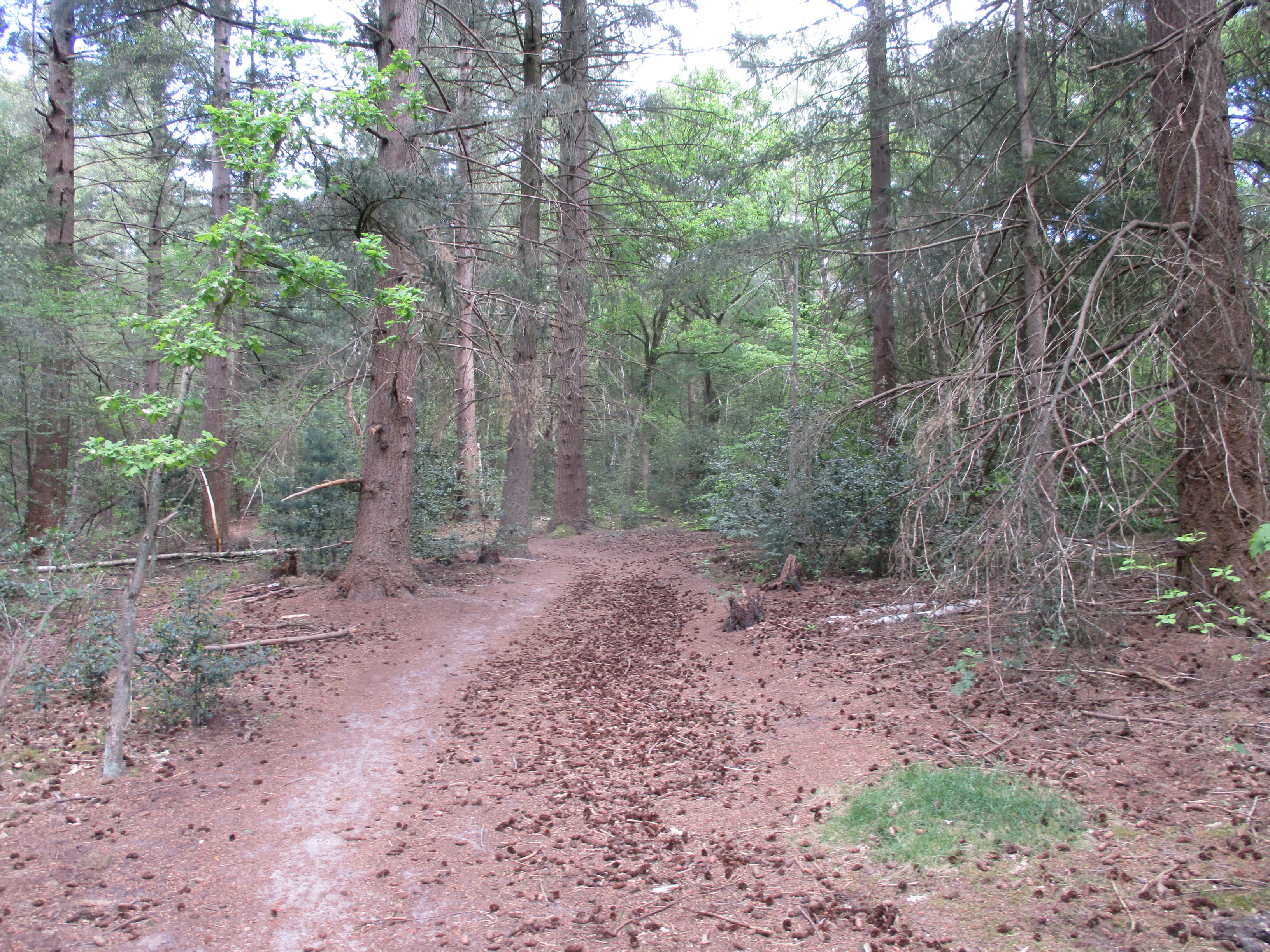
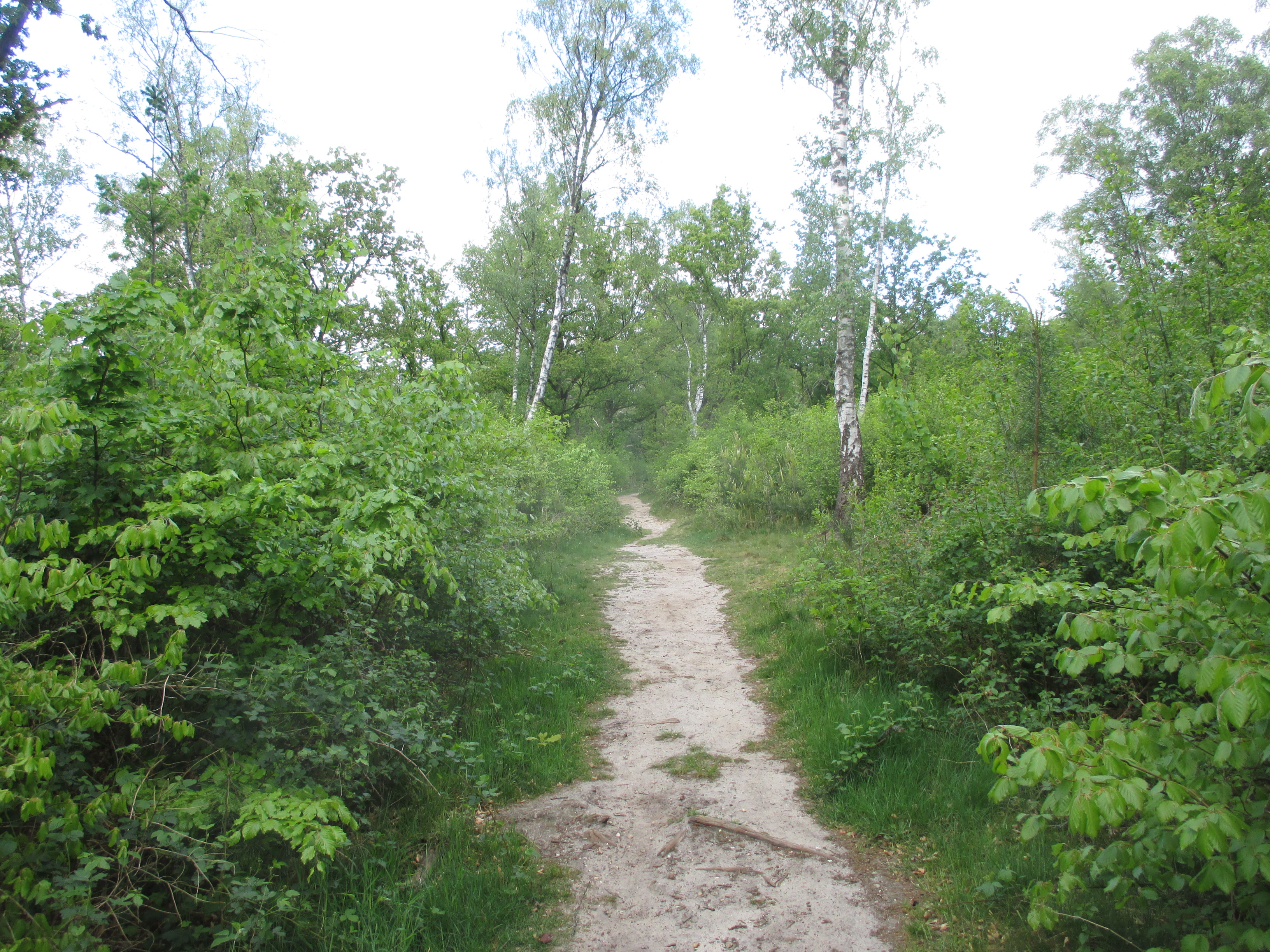
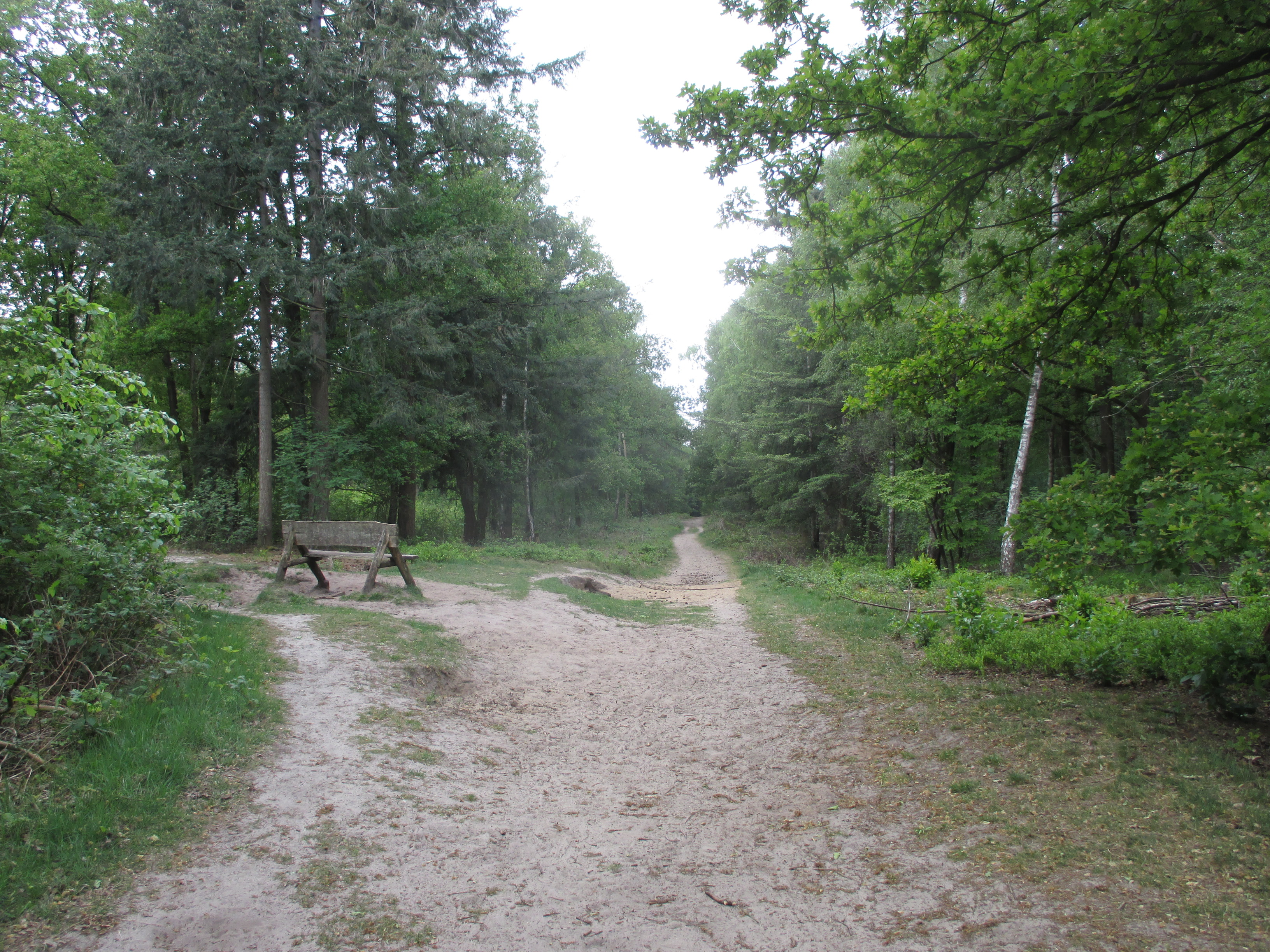
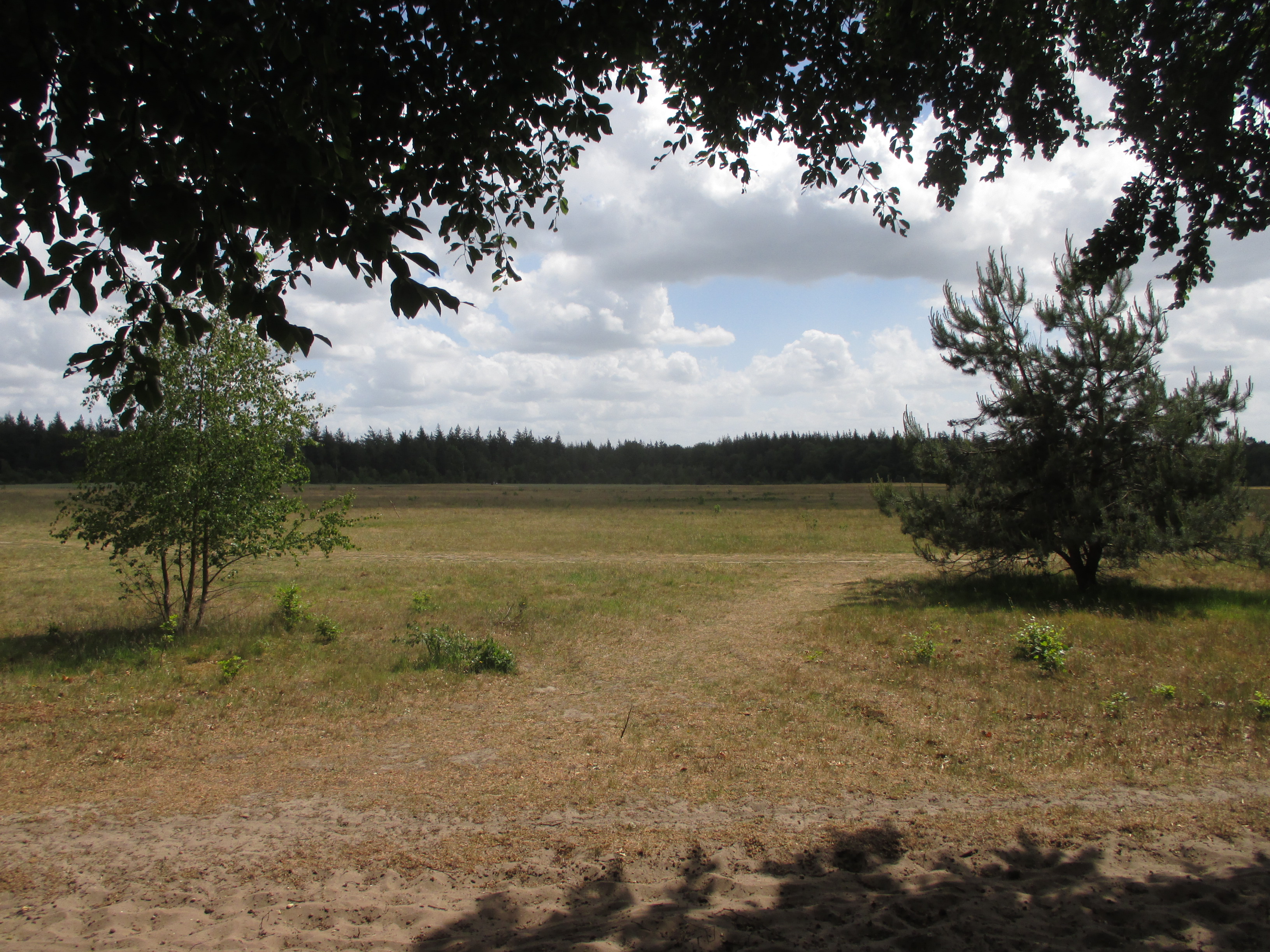

Amerongse Bos
· Amerongse Bovenpolder
· Landgoed Beerschoten
· Beukenburg
· Biltse Duinen
· Birkhoven
· Blauwe Kamer
· Blikkenburg
· Bloeidaal
· Bornia
· Bosch en Duin
· Breeveen
· Broekerbos
· Buitenplaatsen Driebergseweg
· Dartheide
· Elster Buitenwaarden
· Grebbeberg
· Heidestein
· Hoge Ginkel
· Hooge Kampse Plas
· Hoog Moersbergen
· Houdringe
· Juliusput
· Kasteelbos Renswoude
· De Kievit
· Kooilust
· Kozakkenput
· De Krakeling
· Laarsenberg
· De Leyen
· Lockhorsterbos
· Lunenburgerwaard
· Maartensdijkse Bos
· Middelwaard
· Moersbergen
· Niënhof
· Noordhout
· Okkersbos
· Oostbroek
· Over-Holland
· Palmerswaard
· De Paltz
· Panbos
· Plantage Willem III
· Pleinesbos
· De Pol
· Ridderoordse Bos
· Sandenburg
· Sandwijck
· De Schammer
· Stameren
· Landgoed Stoutenburg
· Viaanse Bos
· Viaanse polders en uiterwaarden
· Vikinghof
· Park Vliegbasis Soesterberg
· Vijverbos
· Vijverhof
· Voordorpse polder
· Willem Arntszbos
· Witte Hull
· De Woerd
· Wulperhorst
· Zeisterbos